# Namarunu
Le Namarunu est un volcan bouclier situé dans la partie kényane de la vallée du Grand Rift.

## Géographie
Le Namarunu se situe dans la vallée de la Suguta, dans la partie kényane de la vallée du Grand Rift, juste au sud du lac Turkana. La montagne forme un vaste bouclier. Sa large base basaltique fait 200 mètres d'épaisseur, constituée de laves trachytiques, de brèches et de tuf. Il y a quelques milliers d'années, la vallée de la Suguta abritait un lac, mais elle est actuellement extrêmement sèche et chaude, abritant seulement le petit lac Logipi à son extrémité nord.
Certains des cônes récents, du fond et du côté oriental de la vallée du rift, sous le plateau de Tirr Tirr, contiennent des sources d'eau chaude.

## Évolution
Le Namarunu s'est formé principalement au Pliocène supérieur, mais présente quelques matériaux datant de l'Holocène. C'est un volcan trachytique surmonté par des cônes volcaniques et des laves plus récents.
Le basalte basal date d'environ 6,8 millions d'années, tandis que le basalte des couches supérieures date de 500 000 ans. De grands quantités de basalte ont été déposées dans la vallée du rift, au nord, à l'est et au sud du volcan, via des effusions et des explosions au début de l'Holocène. Une brèche dans le cône de scories qui forme le sommet de la montagne a également permis l'éruption de basaltes à olivine fluides, avec quelques éruptions plus récentes vers 3 000 ans AP, lorsque le lac Suguta s'est asséché. Ces éruptions sont, sans doute, à peu près contemporaines de celles qu'a connu le volcan Barrier, au nord.